# Buchlovice
Buchlovice (niem. Buchlowitz) – miasteczko w Czechach, w powiecie Uherské Hradiště, w kraju zlińskim. Według danych z dnia 1 stycznia 2012 liczyło 2487 mieszkańców.
W miasteczku znajduje się barokowy pałac.